# Suzy Amis
Suzy Amis, pseudonimo di Susan Elisabeth Amis (Oklahoma City, 5 gennaio 1962), è un'attrice e modella statunitense.
La sua carriera di attrice è iniziata nel 1985, conosciuta per i ruoli in La ballata della piccola Jo, I soliti sospetti e Titanic. Dal 1998, anno in cui si è ritirata dalla recitazione, pratica il veganismo, oltre a supportare la sostenibilità e lo stato di fatto del cambiamento climatico. È cofondatrice della MUSE School (una scuola primaria e secondaria interamente vegana) e della Cameron Family Farms and Food Forest Organics, una caffetteria vegana.

## Biografia
Dopo essere stata modella per la celebre agenzia Ford Models, debutta nel cinema nel 1985 nel film Fandango con Kevin Costner.
In seguito lavora in numerosi film fra cui Braccio vincente (1987), Il sogno del mare - Rocket Gibraltar (1988), Cambiar vita (1992), Blown Away - Follia esplosiva (1994), I soliti sospetti (1995), e Titanic (1997), in cui interpreta Lizzy, la nipote della protagonista Rose.

## Vita privata
Nel 1986 sposa l'attore Sam Robards, da cui ha un figlio, Jasper (1990). Hanno divorziato nel 1994.
Dal 2000 è sposata con il regista James Cameron, dal quale ha avuto tre figli: Claire (2001), Quinn (2003) ed Elizabeth Rose (2006).

## Filmografia parziale
- Fandango, regia di Kevin Reynolds (1985)
- Braccio vincente (The Big Town), regia di Ben Bolt (1987)
- Un poliziotto al college (Plain Clothes), regia di Martha Coolidge (1987)
- Il sogno del mare - Rocket Gibraltar (Rocket Gibraltar), regia di Daniel Petrie (1988)
- Dalla parte del cuore (Where the Heart Is), regia di John Boorman (1990)
- Cambiar vita (Rich in Love), regia di Bruce Beresford (1992)
- Blown Away - Follia esplosiva (Blown Away), regia di Stephen Hopkins (1994)
- Nàdja, regia di Michael Almereyda (1994)
- I soliti sospetti (The Usual Suspects), regia di Bryan Singer (1995)
- Cadillac Ranch, regia di Lisa Gottlieb (1996)
- Ultima fermata a Saber River (Last Stand at Saber River), regia di Dick Lowry - film TV (1997)
- Titanic, regia di James Cameron (1997)
- Tempesta di fuoco (Firestorm), regia di Dean Semler (1998)